# 성치산성
성치산성(城峙山城)은 대전광역시 동구 직동에 있는 삼국시대의 산성이다. 1993년 6월 21일 대전광역시의 기념물 제29호로 지정되었다.

## 개요
계족산성에서 북동쪽으로 약 6km 지점의 성치산 정상을 빙둘러 쌓은 산성으로, 평면형태는 긴 타원형이다.
성벽의 둘레는 160m 정도이고, 폭은 4.3m인데, 거의 허물어져 원래의 모습을 파악하기는 어렵다. 현재 동북쪽 성벽에서 남쪽 성벽에 이르는 부분에만 일부 그 형태를 유지하고 있다. 성벽은 겹으로 쌓았는데 바깥 성벽의 높이는 2.4m이고, 안쪽에는 1∼2단의 석축이 있음을 확인하였다. 성벽은 반듯하고 납작한 돌의 앞면을 맞추어 가로쌓기를 하였다.
현재 남문터가 남아 있는데 폭은 3m 정도이다. 성 안의 중심부에는 한 단 정도 높은 작은 봉우리가 솟아있는데, 장수가 높은 곳에서 지휘하던 장대터인 것으로 보인다. 봉우리 중앙에 지름 6.2m가량 움푹 들어간 곳이 보이는데, 봉수대 혹은 저장시설이었던 듯하다.

## 현지 안내문
이 산성은 해발 310m의 성치산 봉우리에 있는 테뫼식 석축산성으로, 성 둘레는 160m에 불과하다. 동북쪽 성벽에서 남쪽 성벽에 이르는 부분에 성벽이 남아 있다. 성을 쌓은 방법은 내외협축이었음을 알 수 있다. 바깥쪽 성벽의 높이는 2.4m이고, 안쪽에는 1~2단의 성돌이 남아 있으며, 성벽의 폭은 4.3m이다. 성벽은 반듯하고 납작한 돌의 앞면을 맞추어 쌓았고, 성을 쌓은 돌의 크기는 50cm×20cm정도이다. 남쪽 성벽에는 폭 3m의 문터가 있다.

## 같이 보기
- 성치산
- 계족산성

## 참고 자료
- 성치산성 - 국가유산청 국가유산포털